# 帝国座
帝国座（ていこくざ）
1. 大阪府大阪市中央区にかつて存在していた劇場。本項で記述。
2. 北海道札幌市中央区狸小路1丁目にかつて存在していた東宝洋画系映画館の名前。天野興業（2003年破たん）が運営・経営していた。
3. 和歌山県和歌山市新雑賀町に2003年まで存在していた映画館。

帝国座（ていこくざ）は、かつて大阪府大阪市北浜にあった劇場である。現在の大阪市中央区北浜四丁目4－7（住友信託銀行南館前）にあった。

## 略歴・概要
1910年（明治43年）に日本最初の洋風劇場として開場。建築設計は大林組で、煉瓦造の地上3階建てであった。
オッペケペー節で名高い舞台俳優の川上音二郎が自身の拠点として建設したが、興行的にはうまくいかず、翌年に亡くなっている。建物は昭和40年代まであった。